# Atjek
Atjek är en sjö i Jokkmokks kommun i Lappland och ingår i Piteälvens huvudavrinningsområde. Sjön har en area på 0,119 kvadratkilometer och ligger 490 meter över havet. Atjek ligger i Udtja Natura 2000-område.

## Delavrinningsområde
Atjek ingår i det delavrinningsområde (736097-166425) som SMHI kallar för Mynnar i Juokeljaure. Medelhöjden är 513 meter över havet och ytan är 7 kvadratkilometer. Räknas de 3 avrinningsområdena uppströms in blir den ackumulerade arean 17,53 kvadratkilometer. Vattendraget som avvattnar avrinningsområdet har biflödesordning 4, vilket innebär att vattnet flödar genom totalt 4 vattendrag innan det når havet efter 166 kilometer. Avrinningsområdet består mestadels av skog (79 procent) och sankmarker (16 procent). Avrinningsområdet har 0,34 kvadratkilometer vattenytor vilket ger det en sjöprocent på 4,8 procent.